# Angus Proudfoot
Angus Proudfoot (* 2. März 1998) ist ein australischer Hürdenläufer, der sich auf die 400-Meter-Distanz spezialisiert hat.

## Sportliche Laufbahn
Erste internationale Erfahrungen sammelte Angus Proudfoot im Jahr 2024, als er bei den Ozeanienmeisterschaften in Suva in 50,64 s die Goldmedaille über 400 m Hürden gewann.

## Persönliche Bestzeiten
- 400 m Hürden: 50,37 s, 18. Februar 2018 in Gold Coast